# VIII. Alfonz kasztíliai király
VIII. (Nemes) Alfonz (Soria, 1155. november 11. – Gutierre-Muñoz, 1214. október 5.), a Burgundiai-házból származó kasztíliai király III. Sancho kasztíliai király fia és VII. Alfonz kasztíliai és leóni király unokája. Édesanyja Navarrai Blanka, a Ximena–házból (más írásmódok szerint Jimena vagy Jiménez-házból) származó VI. (Újjáépítő) García pamplonai/navarrai királynak és első feleségének, Margarita de l'Aigle-nek a lánya.

## Élete
Kiskorúságának egy része alatt nagybátyjának – apja öccsének – II. Ferdinánd leóni királynak a gyámsága alatt állt. 
A mórok elleni harcban először súlyos kudarc érte: 1195-ben, Alarcósnál, az Almohád kalifa, Abú Júszuf Jakúb al-Manszúr nagy győzelmet aratott VIII. Alfonz felett. (Az Almohádok – akárcsak az Almorávidák – észak-afrikai, berber eredetű muzulmán dinasztia volt. Az Almohádok és az Almorávidák közel két évtizedes afrikai küzdelme 1147-re az előbbiek győzelmével ért véget. Ezután az Almohádok megszerezték az Almorávidáknak a Hispániai-félszigeten uralt birtokait is; 1172-re tulajdonképpen egész Andalúzia az Almohádok uralma alá került.)
Azonban 1212. július 16-án Las Navas de Tolosa mellett, a VIII. Alfonz vezette, keresztesek által támogatott kasztíliai-navarrai-aragón-portugál sereg döntő győzelmet aratott a Muhammad an-Nászir Almohád kalifa (spanyol krónikákban: „Miramamolín”, ami az amír al-muminín cím eltorzítása), az alarcósi győztes fia vezette mór sereg felett. A keresztény seregek fényes diadala ugyanis visszafordíthatatlanná tette a reconquista, azaz a hispán félszigetnek a móroktól való visszafoglalásának folyamatát. (A Kasztíliai Királyság és a Leóni Királyság elhűlt viszonya miatt VIII. Alfonz unokaöccse, IX. Alfonz leóni király – II. Ferdinánd király fia – nem vett részt az összecsapásban.) 
VIII. Alfonz alapította meg – 1212-ben – az első spanyol egyetemet Palencia városában, és jelentős a királynak az országépítő tevékenysége.
Felesége a Plantagenêt-házból származó Eleonóra (1162 – 1214) volt, II. Henrik angol király és Aquitániai Eleonóra lánya, I. (Oroszlánszívű) Richárd húga, I. (Földnélküli) János nővére.
Utóda a fia lett, I. Henrik (1204 – 1217), akinek bátyjai korán meghaltak.

## Lásd még
- Burgundiai-ház

| Előző uralkodó: III. Sancho | Kasztília királya 1158 – 1214 | Következő uralkodó: I. Henrik |